# Museu Episcopal de Vic

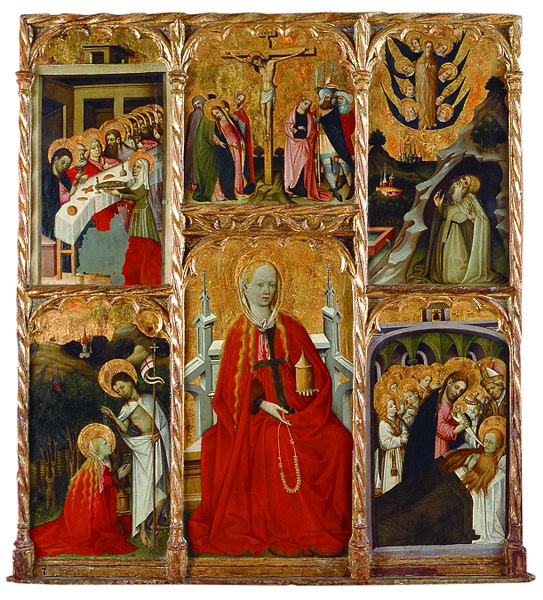
Pintura procedent de Sant Joan de les Abadesses

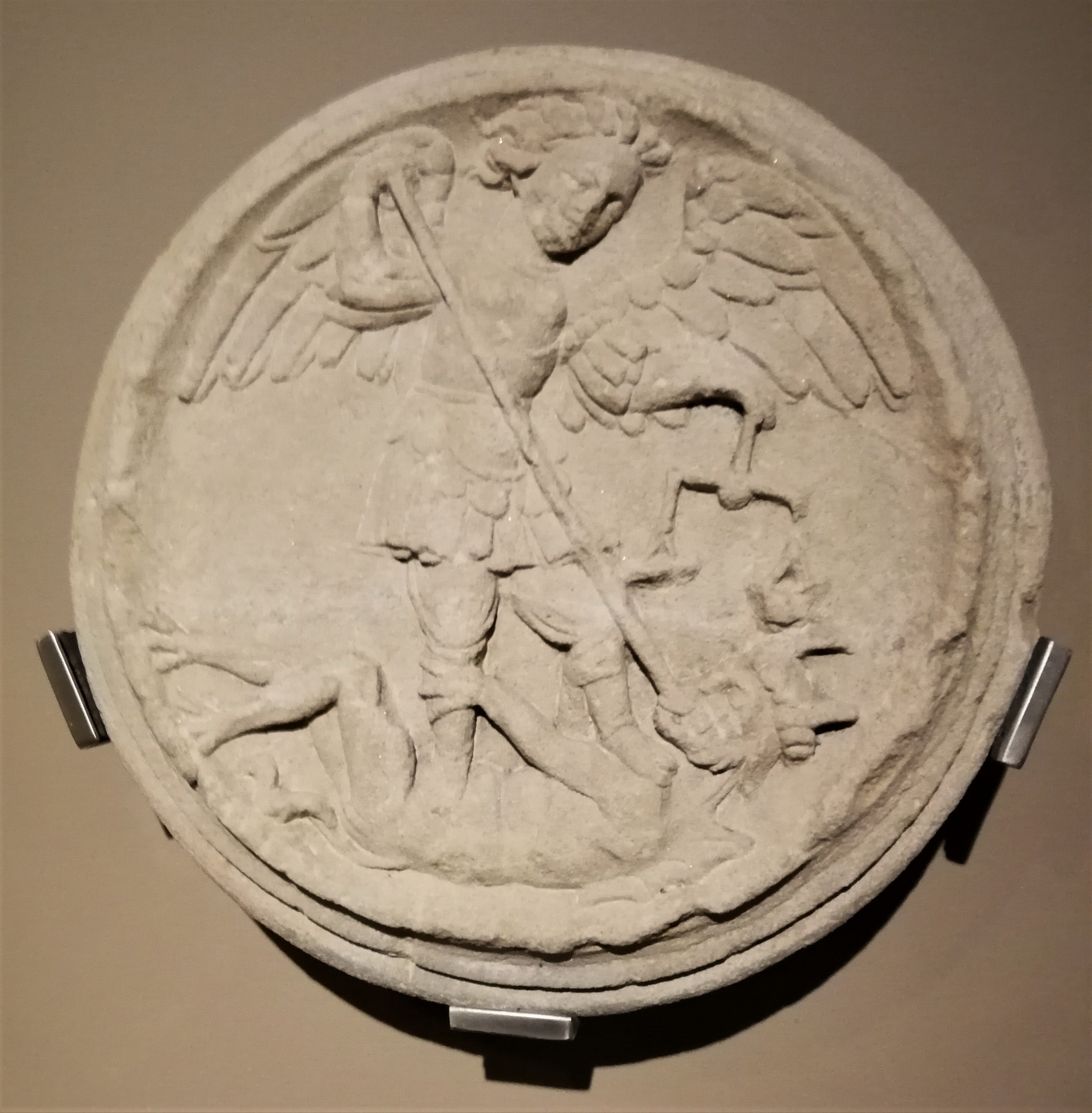
Clau de volta amb Sant Jordi matant el drac

El Museu Episcopal de Vic és un museu d'art medieval que conserva una magnífica col·lecció d'obres mestres de pintura i escultura del període romànic i gòtic català. Situat al costat de la Catedral de Vic, a la comarca d'Osona (Barcelona), és declarat museu d'interès nacional per la Generalitat de Catalunya.

## Edifici
Es tracta d'un edifici compacte de geometria totalment irregular inspirat en els grans palaus catalans d'època moderna. La seva estructura és complexa, feta de perfils metàl·lics i formigó armat. La façana està revestida amb un aplacat de pedra de Calders disposada en franges horitzontals alternes, i a més incorpora diversos elements de l'antic edifici del museu, com les finestres neogòtiques o els escuts. Les obertures són escasses i estan situades de manera estratègica per destacar des de l'interior elements singulars del barri antic de Vic. A l'exterior destaquen els amples ràfecs de la coberta fets amb plaques prefabricades de formigó armat. L'accés a l'edifici es realitza per la plaça del Bisbe Oliba mitjançant unes escales que donen a un ampli vestíbul de doble alçària i una gran escala amb barana de vidre.

## Història
En l'origen del museu diocesà resulta indispensable la referència al Cercle Literari (el Círcol) i a alguns dels homes que van animar aquesta entitat cultural vigatana. Com a precedents a la iniciativa episcopal cal esmentar l'exposició arqueològica-artística de Vic de 1868, la creació d'una exposició de productes industrials amb vocació de permanència a la seu del Círcol el 1877 i, molt especialment, la creació, el 1879, per part de la mateixa entitat, d'un museu que destacà pel seu fons d'antiguitats i que ja va permetre reunir algunes de les joies de l'art romànic i gòtic que acabaran formant part de les col·leccions diocesanes. Destacaren, com a animadors d'aquesta iniciativa pionera en l'àmbit museístic, les figures del futur canonge Jaume Collell, Antoni d'Espona, Joaquim d'Abadal i Francesc de Febrer, entre d'altres. El 1888, davant l'èxit assolit per les col·leccions artístiques exhibides pel bisbat a l'Exposició Universal de Barcelona, atesa la voluntat del bisbe Josep Morgades d'impulsar un museu diocesà artístic i arqueològic, i considerades les limitacions d'espai que constrenyien el creixement i la disposició òptima dels fons del museu al local del Círcol, bona part de les peces reunides per l'entitat van passar al naixent MEV (llavors no anomenat així).
El museu fou inaugurat l'any 1891, instal·lat inicialment a les dependències del pis superior del claustre de la catedral. L'any 1949 el museu es traslladà a l'edifici del col·legi de Sant Josep, a la plaça de l'abat Oliba, on va romandre fins a l'any 1995, quan s'inicià el pla de renovació del museu. L'antic edifici fou enderrocat i es construí un edifici de nova planta al mateix emplaçament conservant el perímetre de l'anterior, inaugurat el 18 de maig de 2002.
El Museu va ser inaugurat l'any 1891 pel bisbe Josep Morgades, que llavors presidia la Societat Arqueològica de Vic. Aquesta societat havia creat el Museu Lapidari amb motiu del descobriment del Temple romà de Vic l'any 1882, base del Museu Episcopal.
Les seves primeres instal·lacions ocupaven l'espai situat sobre el claustre de la catedral i del palau del bisbe. L'any 1898 va ser nomenat conservador del museu Josep Gudiol i Cunill, gràcies al qual les col·leccions van augmentar considerablement. Aquest treball va ser continuat amb gran obstinació, entre 1931 i 1978, per Eduard Junyent i Subirà. Amb el gran augment de les col·leccions, el 1941 es van traslladar a l'antic col·legi de Sant Josep, situat al costat de la catedral de Vic.
L'any 1995 es va signar un conveni entre l'Ajuntament de Vic, el Bisbat i la Generalitat de Catalunya que comprometia a aquesta a assumir la construcció d'un nou museu. Les obres es van fer sota la direcció arquitectònica d'Alfonso Milà i Federico Correa. Es va refer el col·legi de Sant Josep, construint un nou edifici a mida per a albergar les grans col·leccions de què disposava el fons de la col·lecció. El nou museu es va inaugurar el 18 de maig de 2002.
El Museu Episcopal de Vic té per objectiu dur a terme accions per conservar, documentar, estudiar, exhibir i difondre els fons que integren les seves col·leccions per tal de contribuir a la salvaguarda del patrimoni cultural, posant un èmfasi especial en la conservació, la investigació i la difusió del seu fons amb programes i activitats dirigits a involucrar a tota mena de públics.

## Col·lecció
Les seccions, ordenades en sentit cronològic, estan dividides entre la col·lecció d'arqueologia, la d'art romànic i art gòtic, la de teixit i indumentària i la secció dedicada al vidre, l'art de la pell, l'orfebreria i la ceràmica.
Planta del soterrani: Arqueologia i lapidari. Ubicada al soterrani de l'edifici, conté obres des de la prehistòria fins a l'alta edat mitjana. Es poden observar peces de ceràmica, pergamins, la col·lecció de lapidaris i restes arqueològiques gregues, iberes, romanes i egípcies.
Planta baixa: Pintura i escultura romànica i gòtica (segles XI -XV).
La col·lecció romànica és la més extensa i preuada que permet fer un recorregut pels estils romànics com el geometritzant, el 1200 i el gòtic lineal francès que va inicialitzar l'art gòtic. Es poden veure pintures murals romàniques com la de Osormort, Brull, Sescorts i de Santa Caterina de la Seu d'Urgell. A més, hi ha una àmplia col·lecció de pintura sobre fusta, frontals d'altar com els de Sant Martí de Puigbò i el de Santa Margarida de Vilaseca i baldaquins com el de la Vall de Ribes i parts del de Tost. D'escultura romànica es poden veure talles de pedra i de fusta en les quals destaquen el Davallament de Santa Eulàlia d'Erill la Vall i una col·lecció de marededeus.
A la col·lecció de gòtic es pot veure des del gòtic lineal francès, passant per l'italogòtic o Trecento, fins al primer gòtic internacional. Destaquen en escultura la Marededeu de Boixadors i el Retaule de Sant Joan de les Abadesses de Bernat Saulet. Pel que fa a pintura, hi ha una col·lecció de retaules de Lluís Borrassà, el representant dels quals és el Retaule d'advocació franciscana, i de Ramon de Mur el Retaule de Guimerà.
Planta primera: Pintura i escultura (segles XV-XIX). Permet avançar del primer gòtic internacional als primers humanistes del segon gòtic internacional fins al renaixement. Els autors sobre taula més representatius del segon gòtic internacional que es troben a la col·lecció del museu són Bernat Martorell, Jaume Huguet i Joan de Rua. En aquesta planta també es conserven una part de les col·leccions d'arts decoratives com la de teixit, indumentària i vidre. En la de teixit i indumentària litúrgica es poden veure vestits realitzats entre el segle IV i el segle xx, juntament amb altres obres i peces relacionades.
Planta segona: És on s'ubiquen la major part d'arts decoratives que es conserven al museu com arts de la pell, orfebreria, numismàtica, forja i ceràmica que ofereixen un recorregut per les diferents arts decoratives catalanes.

## Premis i condecoracions
L'any 2001 la Generalitat de Catalunya el va declarar museu d'interès nacional, i el 2003 va aconseguir el Premi Nacional de Patrimoni Cultural «per la important contribució que ha suposat per a la difusió de l'art medieval català la seva inauguració el 18 de maig de 2002 i per la qualitat del seu projecte museològic comprès en un edifici de nova planta dels arquitectes Federico Correa i Alfonso Milà».